# Дэвис, Алекс
А́лекс Дэ́вис (англ. Alex Davies, род. 27 июля 1987 года) — английский профессиональный игрок в снукер. Стал профессионалом и попал в мэйн-тур в 2007, но ещё в 2003 году выиграл любительский чемпионат Англии, победив тогда в финале Бена Вулластона со счётом 8:7. По итогам сезона 2007/08 Алекс Дэвис, занявший 86-ю позицию в официальном рейтинге, выбыл из мэйн-тура в PIOS.